# Philip Eichhorn
Philip Eichhorn (* 21. Dezember 1994 in Göppingen) ist ein deutscher American-Football-Spieler auf der Position des Tight Ends.

## Werdegang
Eichhorn, der in seiner Jugend Handball spielte, begann 2016 bei den Albershausen Crusaders mit dem American Football und kam zunächst als Outside Receiver zum Einsatz. In seiner Rookie-Saison gewann er mit den Crusaders die Regionalliga Mitte. Zur GFL-Saison 2019 wechselte er als Tight End zu den Marburg Mercenaries. Eichhorn verzeichnete in zwei Saisons für die Mercenaries 42 Passfänge für 419 Yards und vier Touchdowns in 23 Spielen.
Im Januar 2022 wurde Eichhorn in den erweiterten Kader der deutschen Nationalmannschaft berufen. Wenige Tage später wurde er als Neuzugang bei den Leipzig Kings aus der European League of Football (ELF) vorgestellt. Eichhorn fing in Woche 13 beim Auswärtsspiel gegen Stuttgart Surge seinen ersten Touchdown in der ELF. Mit den Kings verpasste er bei vier Siegen zu acht Niederlagen die Playoffs deutlich.
Für die ELF-Saison 2023 unterschrieb Eichhorn einen Vertrag bei Stuttgart Surge.

## Statistiken
| Jahr                                            | Team                   | Spiele | Starts | Receiving | Receiving | Receiving | Receiving | Receiving | Receiving |
| Jahr                                            | Team                   | Spiele | Starts | Rec       | Tgt       | Yds       | Avg       | TD        | Lng       |
| ----------------------------------------------- | ---------------------- | ------ | ------ | --------- | --------- | --------- | --------- | --------- | --------- |
| German Football League 2                        |                        |        |        |           |           |           |           |           |           |
| 2017                                            | Albershausen Crusaders | 8      |        | 10        |           | 119       | 11,9      | 1         | 19        |
| 2018                                            | Albershausen Crusaders | 9      |        | 17        |           | 190       | 11,2      | 3         | 35        |
| GFL2 Gesamt                                     | GFL2 Gesamt            | 17     |        | 27        |           | 309       | 11,4      | 4         | 35        |
| German Football League                          |                        |        |        |           |           |           |           |           |           |
| 2019                                            | Marburg Mercenaries    | 14     |        | 14        |           | 125       | 8,9       | 2         | 17        |
| 2021                                            | Marburg Mercenaries    | 9      |        | 28        |           | 294       | 10.5      | 2         | 41        |
| GFL Gesamt                                      | GFL Gesamt             | 23     |        | 42        |           | 419       | 10,0      | 4         | 41        |
| European League of Football                     |                        |        |        |           |           |           |           |           |           |
| 2022                                            | Leipzig Kings          | 12     | 4      | 5         | 8         | 54        | 10,8      | 1         | 27        |
| 2023                                            | Stuttgart Surge        | 3      | 0      | 0         | 0         | 0         | 0         | 0         | 0         |
| ELF Gesamt                                      | ELF Gesamt             | 15     | 4      | 5         | 8         | 54        | 10,8      | 1         | 27        |
| Quellen: stats.gfl.info, sportsmetrics.football |                        |        |        |           |           |           |           |           |           |

## Privates
Eichhorn  ist vom Beruf Bewegungstherapeut. Von 2015 bis Ende 2018 war er Leiter eines Fitnessclubs. 2019 wurde er Athletiktrainer des Frauen-Handball-Teams Bad Wildungen Vipers.